# واد أمليل
واد أمليل * مدينة مغربية مغربية شمال المملكة، تنتمي إلى إقليم تازة الساحلي، شرقي مدينة فاس، تضم بلدة واد أمليل 8.246 نسمة (إحصاء 2004)تزخر بمؤهلاتها في مختلف المجالات خاصة الشواء ونقش الحجارة .

## المستوى الاجتماعي
تزخر واد أمليل بفئة شبانية فتية فهي تعرف إزدهارا من طرف سكانها

## المستوى الاقتصادي
تعرف مدينة واد أمليل إزدهارا بفعل افتتاح المركز التجاري لواد أمليل و كثرة المقاهي و العديد من الدكاكين و مقاهي الإنترنت بالإضافة إلى السوق الأسبوعي الذي يستقطب بعض البائعين و المستهلكين من القرى المجاورة و يأتي هذا السوق بيوم الثلاثاء و نظرا لمقربتها لطريق الوطنية رقم 6 يتوقف بعض المسافرين و مستعملي الطريق لشراء بعض المستلزمات أو للغذاء فواد أمليل أهم ما تتميز به و أهم ما تفخر به هو أكلة الشواء التي تغري جميع المارة و جميع مستعملي الطرق .

## التعليم
تحتوي مدينة واد أمليل على مدرستين ابتدائيتين اللتان تستوعبان أطفال السكان المحليين وهما مدرسة واد أمليل المختلطة بحي پام ومدرسة المحطة بحي المحطة و إعداديتين ( إعدادية واد أمليل واعدادية ابو البناء المراكشي ) و ثانوية ( ثانوية الوحدة ) . البنيات التعليمية بالمدينة في طور تلبية حاجيات أبناء المدينة.

## الرياضة
عرفت المنطقة مؤخرا افتتاح ملعبها البلدي الذي تم تكسيته بالعشب الطبيعي.اضافة الى ذلك،توجت مجهودات الفريق بالصعود الى القسم الممتاز

## السياحة
تعرف المدينة نشاطا سياحيا خلال الصيف بسبب إقبال المهاجرين الفرنسيين و الإيطاليين عليها وما يجعلها محط أنظار هذه الفئة هو جوها الدافئ و مناظرها الطبيعية و الخلابة . كما تحتوي المنطقة على فضاء ترفيهي أطلق عليه اسم فضاء النخيل، والذي يعد وجهة مفضلة لسكان المنطقة والمناطق المجاورة من أجل الترويح عن نفوسهم وقضاء أوقات ممتعة

## بعض النشاطات الأخرى
إستقبال المدينة لمهرجان الخيالة الموسمي الذي يستقطب قاعدة جماهيرية كبيرة من مختلف سكان الجهة .